# Nahatschiw

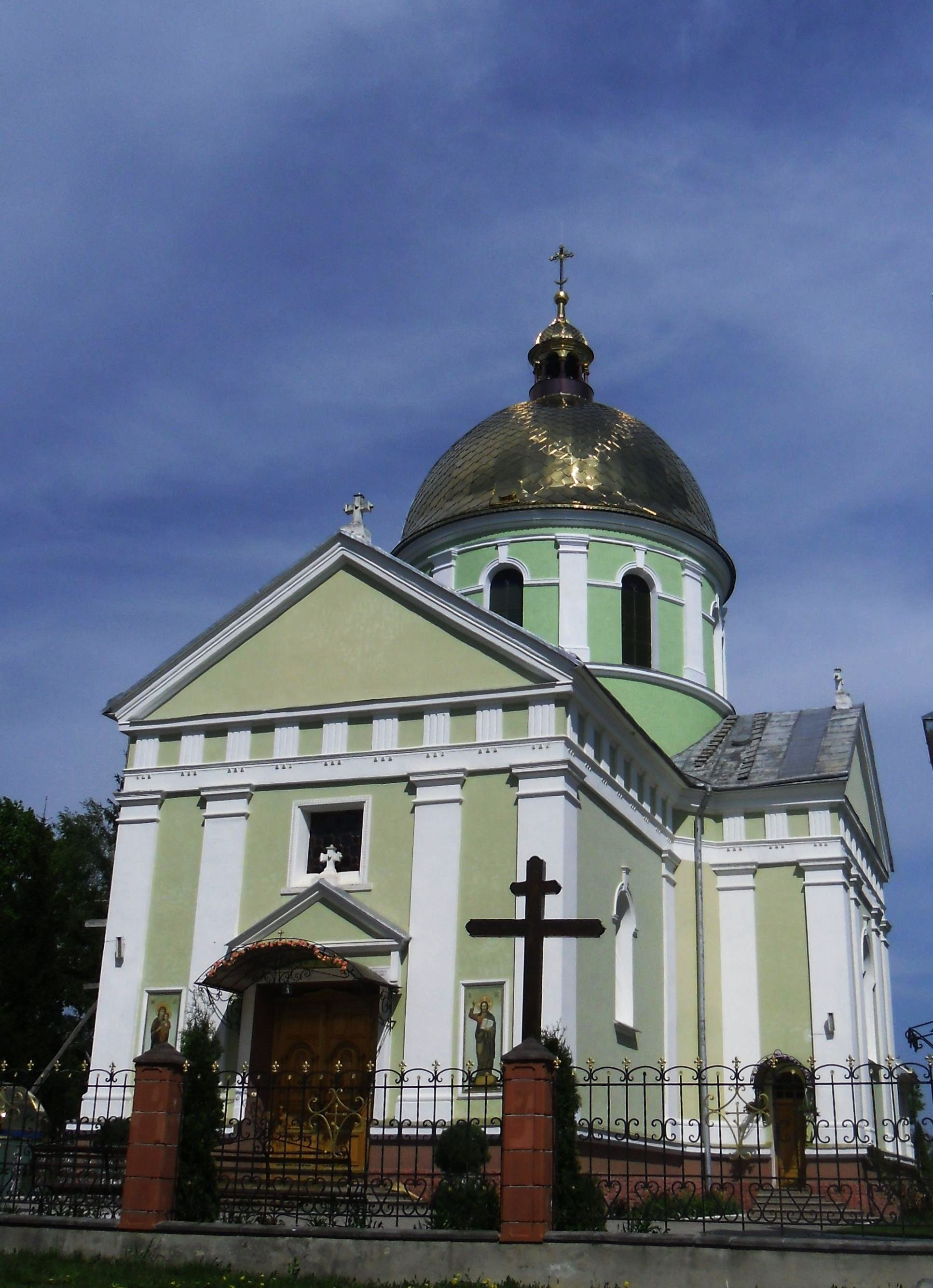
Kirche im Dorf

Nahatschiw (ukrainisch Нагачів; russisch Нагачев Nagatschew, polnisch Nahaczów) ist ein Dorf nahe der polnisch-ukrainischen Grenze im Westen der ukrainischen Oblast Lwiw mit etwa 3500 Einwohnern (2024).

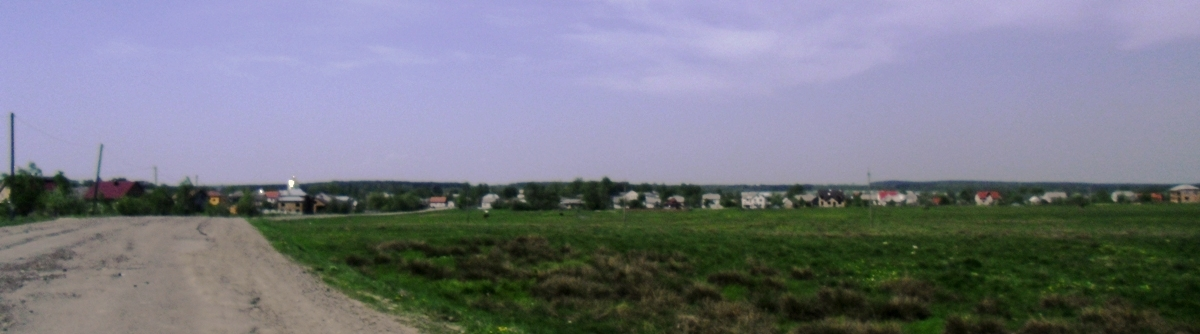
Blick auf das Dorf

Am 12. Juni 2020 wurde das Dorf ein Teil neu gegründeten Stadtgemeinde Jaworiw im Rajon Jaworiw; bis dahin bildete es zusammen mit den Dörfern Lypyna (Липина) und Semyriwka (Семирівка) die Landratsgemeinde Nahatschiw (Нагачівська сільська рада/Nahatschiwska silska rada) im Westen des Rajon Jaworiw.
Das erstmals 1578 schriftlich erwähnte Dorf liegt in der historischen Landschaft Galizien, 13 km nordwestlich vom Rajonzentrum Jaworiw und 67 km westlich vom Oblastzentrum Lwiw.